# Margarita de Inglaterra (1240-1275)
Margarita de Inglaterra (en inglés, Margaret of England; Berkshire, 29 de septiembre de 1240-Cupar, 26 de febrero de 1275) fue una princesa inglesa medieval que se convirtió en reina de Escocia. Nacida en el castillo de Windsor, era la segunda hija del rey Plantagenet Enrique III de Inglaterra y de su esposa, Leonor de Provenza.

## Matrimonio y descendencia
Se casó el 26 de diciembre de 1251 en la catedral de York con Alejandro «el Glorioso», rey de los escoceses, convirtiéndose así en reina consorte de Escocia. Tuvieron tres hijos:
- Margarita (Castillo de Windsor, 28 de febrero de 1261-Bergen, 9 de abril de 1283), quien se casó con el rey Erico II de Noruega.
- Alejandro (Jedburgh, 21 de enero de 1263-abadía de Lindores, 28 de enero de 1283), enterrado en la abadía de Dunfermline.
- David (20 de marzo de 1272-castillo de Stirling, junio de 1281), enterrado en la abadía de Dunfermline.

Ella falleció el 26 de febrero de 1275, en el castillo de Cupar, y fue enterrada en la abadía de Dunfermline, en Fife.